# Episodi di Fire Country (seconda stagione)
La seconda stagione della serie televisiva Fire Country è stata trasmessa in prima visione assoluta negli Stati Uniti d'America su CBS dal 16 febbraio al 17 maggio  2024.
In Italia, la stagione è stata trasmessa in prima visione assoluta su Rai 4 dal 17 ottobre al 14 novembre 2024.
| nº | Titolo originale           | Titolo italiano                 | Prima TV USA     | Prima TV Italia  |
| -- | -------------------------- | ------------------------------- | ---------------- | ---------------- |
| 1  | Something's Coming         | Qualcosa è in arrivo            | 16 febbraio 2024 | 17 ottobre 2024  |
| 2  | Like Breathing Again       | Tornare a respirare             | 23 febbraio 2024 | 17 ottobre 2024  |
| 3  | See You Next Apocalypse.   | Alla prossima apocalisse        | 1 marzo 2024     | 24 ottobre 2024  |
| 4  | Too Many Unknowns          | Troppe incognite                | 15 marzo 2024    | 24 ottobre 2024  |
| 5  | This Storm Will Pass       | La tempesta passerà             | 5 aprile 2024    | 31 ottobre 2024  |
| 6  | Alert the Sheriff          | L'evasione                      | 12 aprile 2024   | 31 ottobre 2024  |
| 7  | A Hail Mary                | La protesta                     | 26 aprile 2024   | 7 novembre 2024  |
| 8  | It's Not Over              | L'asta                          | 3 maggio 2024    | 7 novembre 2024  |
| 9  | No Future, No Consequences | Senza futuro, senza conseguenza | 10 maggio 2024   | 14 novembre 2024 |
| 10 | I Do                       | Il matrimonio                   | 17 maggio 2024   | 14 novembre 2024 |